# Плачкув
Плачкув (пол. Płaczków) — село в Польщі, у гміні Бліжин Скаржиського повіту Свентокшиського воєводства.
Населення — 809 осіб (2011).
У 1975-1998 роках село належало до Келецького воєводства.

## Демографія
Демографічна структура на день 31 березня 2011 року:
|          | Загалом | Допрацездатний вік | Працездатний вік | Постпрацездатний вік |
| -------- | ------- | ------------------ | ---------------- | -------------------- |
| Чоловіки | 381     | 65                 | 283              | 33                   |
| Жінки    | 428     | 75                 | 251              | 102                  |
| Разом    | 809     | 140                | 534              | 135                  |